# Mike Bithell
Mike Bithell é um desenvolvedor de videojogos britânico. Teve sua popularidade ascendida por, majoritariamente, seu trabalho em Thomas Was Alone.

## Carreira
Mike, antes de lançar Thomas Was Alone, integrava a companhia Blitz Games, atualmente extinta. Por um amigo, teria movido-se à Bossa Studios, onde administrou jogos para Facebook. Dispensou o cargo uma semana antes do lançamento de Surgeon Simulator. Em tal faixa, Mike incoou a programar Thomas Was Alone, título que "manteria-o ocupado enquanto sua namorada estava fora da cidade".
No que tange a desdobramentos do período, o desenvolvedor afirmou que a ideia restringia-se a uma Game jam, e apenas um jogo adjacente a plataformas, pois, segundo si, teria sido feito em 24 horas. Publicou-o no endereço Kongregate, admitindo pessoas que teriam-no aquilatado. Situava-se na página principal do domínio.
Sobre tais condições, Bithell anuiu que transplantaria o projeto para, a seu vocabulário, "um jogo real". Durante o escalonamento consecutivo do projeto, Mike, movido para Londres devido a uma nova ocupação paralela, visitou eventos de jogos eletrônicos, considerando que "seria legal fazer alguns amigos". No episódio inceptivo, no início de 2011, encontrou um grupo de quase dez pessoas, no interior de uma universidade, ao altercar sobre um novo motor designado a jogos, Unity. Interessou-se, após, pelo tema, pois os indivíduos estariam a retratar o tópico da fazedura de jogos, e seu lançamento.
Depois do fato, Mike incentivou sua valorização sobre a engine, engendrada pela pressão do grupo. Portava-se "suficientemente convencido".
Em abril de 2013, Mike concedeu uma entrevista ao canal PlayStation Access, na plataforma Youtube. Quando indagado sobre a promoção da proposta do título, o programador replicou:
| “ | Foi um monte de coisas, realmente... eu amo plataformas, aprecio jogos indie [...]. Eu olhava para ele [o jogo, Thomas Was Alone], e pensava, em relação a outros jogos, como World of Goo: "bem, você sabe, ele [World of Goo] foi produzido por times pequenos". Então, talvez, eu poderia tentar e fazer isso. Eu e um amigo nos perguntamos: "que estilo queremos para o projeto?" Depois, decidimos que gostaríamos de fazer um jogo onde o foco abrigasse [...] vários personagens que sempre agissem juntos. Você poderia balanceá-los. [...] Eu percebi que, de fato, seria bem divertido, se você fizesse esse pulo maior do que esse pulo; ficaria interessante. | ” |

Em maio de 2013, Mike teria doado $255 dólares para uma campanha de arrecadação de fundos de suporte à desenvolvedora indie Chloe Sagal, que, na faixa, estaria acometida por envenenamento e posterior morte, devido à "perda de funções básicas", necessitando de incentivos para uma cirurgia de $29.000. Ulteriormente, revelou-se que tal premissa era improcedente, bem como o custo da cirurgia, a qual, adicionalmente, destinava-se a alteração de gênero.